# Specklinia tenax
Specklinia tenax är en orkidéart som först beskrevs av Carlyle August Luer och Rodrigo Escobar, och fick sitt nu gällande namn av Alec M. Pridgeon och Mark W. Chase. Specklinia tenax ingår i släktet Specklinia och familjen orkidéer. Inga underarter finns listade i Catalogue of Life.